# Waste Isolation Pilot Plant

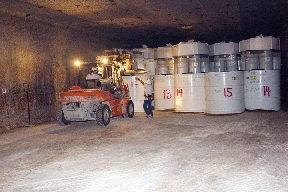
Opslag van radioactief afval in de WIPP

De Waste Isolation Pilot Plant, of WIPP, is wereldwijd de derde diepe geologische opslagplaats in een zoutmijn (na sluiting van de Duitse Schacht Asse II en de Opslagplaats voor radioactief afval Morsleben) met een vergunning voor permanente opslag van transuraan radioactief afval voor 10.000 jaar dat overblijft na onderzoek naar en de productie van kernwapens en kernenergie. Het ligt ongeveer 42 km oostelijk van Carlsbad in de Amerikaanse staat New Mexico.

## Geschiedenis
Het United States Department of Energy begon de planning voor het complex in 1974. Na meer dan 20 jaar wetenschappelijk onderzoek, openbare discussie en wisselende regelgeving werd opslag in de WIPP gestart op 26 maart 1999. De afvalopslag zal naar verwachting doorgaan tot 2070 met actief toezicht tot 2170. Per 2006 zijn er 5000 afvaltransporten verwerkt.

## Criteria

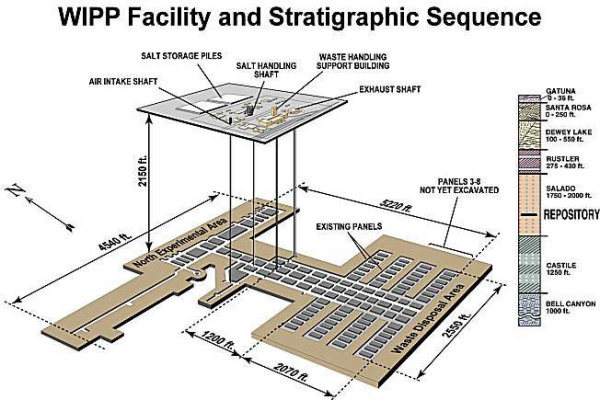
Schema van de WIPP faciliteit.

Afvalstoffen die worden opgeslagen op de locatie moet voldoen aan bepaalde "afval toelatingscriteria". WIPP is niet geschikt voor hoog radioactief afval omdat extreme warmte water aantrekt dat zou leiden tot een snelle corrosie van de afval containers en daarmee tot vermenging van de afvalstoffen in het zoute water. De containers mogen volgens voorschrift slechts een beperkte hoeveelheid vloeistoffen bevatten. De energie die vrijkomt uit radioactieve materialen ontbindt water in waterstof en zuurstof. Dit zou vervolgens een potentieel explosieve omgeving in de container creëren. De containers moeten worden geventileerd om te voorkomen dat dit gebeurt.

## Principe
Het afval wordt geplaatst in de ruimtes op 655 m diepte die zijn gegraven in een 1000 m dikke horizontale zoutlaag (de Salado en Castilië Formatie) waar oorspronkelijk werd gesuggereerd dat de zouttektoniek meer dan 250 miljoen jaar stabiel zou zijn. Dit is later genuanceerd als zijnde "een te eenvoudige voorstelling van zaken". Vanwege plasticiteitseffecten vloeit zout en water in de zich eventueel ontwikkelende scheuren.
Omdat het boren of graven in het gebied nog lang gevaarlijk zal zijn nadat het gebied actief is gebruikt, zijn er plannen voor de bouw van herkenningspunten om onbedoelde menselijke verstoring te voorkomen in de komende tienduizend jaar.

## Boodschap voor de toekomst
Sinds 1991 werkt het United States Department of Energy met een team van taalkundigen, wetenschappers, sciencefiction-schrijvers, antropologen en futuristen om een dergelijk waarschuwingssysteem te ontwerpen. De herkenningspunten, de zogenaamde "passieve institutionele controlepunten", bestaat uit 32, 25 meter hoge granieten pijlers gebouwd in een 6 km vierkant. Deze pijlers omringen een aarden wal, 10 m lang en 30 m breed. Binnen deze wand wordt nog eens 16 granieten pijlers geplaatst. In het centrum, direct boven de afvalstoffen locatie komt nog een 4,6 m granieten ruimte zonder dak voor meer informatie. Het team is van plan om geëtste waarschuwingen en informatieve berichten in de granieten platen en pijlers aan te brengen.
Deze informatie zal worden opgenomen in de zes officiële talen van de Verenigde Naties (Engels, Spaans, Russisch, Frans, Chinees en Arabisch), alsmede de regionale Amerikaanse Navajo taal, met extra ruimte voor vertalingen in toekomstige talen. Pictogrammen, stick figures en het icoon De Schreeuw van het schilderij van Edvard Munch worden ook overwogen.
Volledige details van de faciliteit worden niet ter plekke opgeslagen maar verspreid naar archieven en bibliotheken over de gehele wereld. Het team zal het plan voor de boodschap rond 2028 indienen bij de regering van de VS.